# Monts (Oise)
Monts település Franciaországban, Oise megyében. Lakosainak száma 187 fő (2022. január 1.). Monts Ivry-le-Temple, Monneville és Neuville-Bosc községekkel határos.

## Népesség
A település népességének változása:
| Lakosok száma | 197  | 179  | 174  | 166  | 172  | 178  | 184  | 184  | 187  |
|               | 2013 | 2015 | 2016 | 2017 | 2018 | 2019 | 2020 | 2021 | 2022 |